# Джессопалена
Джессопалена (італ. Gessopalena) — муніципалітет в Італії, у регіоні Абруццо, провінція К'єті.
Джессопалена розташована на відстані близько 150 км на схід від Рима, 80 км на південний схід від Л'Аквіли, 35 км на південь від К'єті.

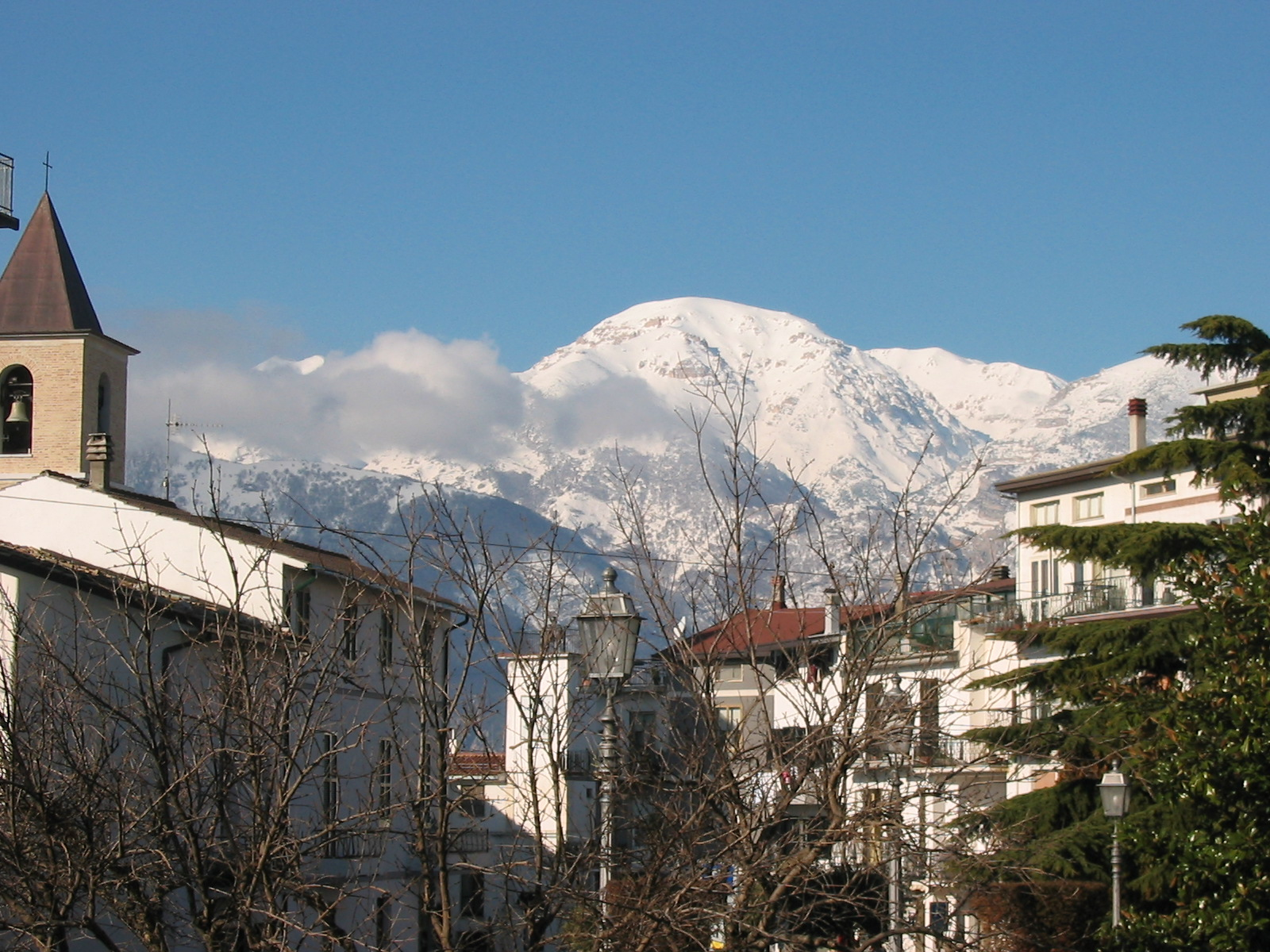

Населення — 1457 осіб (2014).
Покровитель — San Valentino Romano.

## Демографія
Населення за роками:

Станом на 1 січня 2023 року в муніципалітеті офіційно проживало 77 іноземців з 14 країн, серед них 50 громадян країн Євросоюзу та 1 громадянин України.

## Сусідні муніципалітети
- Казолі
- Чивітелла-Мессер-Раймондо
- Лама-дей-Пеліньї
- Роккаскаленья
- Торричелла-Пелінья